# Nowa Prawica (Gruzja)
Nowa Prawica (ახალი მემარჯვენეები,  Achali Memardżweneebi; również tłumaczone jako Nowa Partia Konserwatywna) − gruzińska partia polityczna o profilu liberalno-konserwatywnym. Partia jest członkiem Międzynarodowej Unii Demokratycznej (IDU) oraz kandyduje do Europejskiej Partii Ludowej (EPP).
Pomysł utworzenia "Nowej Prawicy" zawiązał się w czasie, gdy jeszcze prezydentem Gruzji był Eduard Szewardnadze, a władzę w Gruzji sprawowała jego partia - Unia Obywateli Gruzji. 15 lipca 2001 została utworzona partia o nazwie Nowa Partia Konserwatywna, która głosiła trzy hasła: "Nowy Odłam, Nowy Ruch, Neokonserwatywna Unia". Na prezesa nowej partii wybrano Lewana Gaczecziladzego, zaś wiceprezesem został Dawit Gamkrelidze.
W ciągu zaledwie roku od powstania partii neokonserwatyści zaczęli osiągać znaczące rezultaty. 2 czerwca 2002 zwyciężyli w lokalnych wyborach. Następnie rozpoczęli kampanię do wyborów parlamentarnych. Kilka miesięcy przed wyborami parlamentarnymi wybrano Dawita Gamkrelidzego na prezesa partii. W wyborach parlamentarnych, które odbyły się 2 listopada 2003, partia z sukcesem przekroczyła próg 7%. Kilka partii zbojkotowało wybory oskarżając ówczesną władzę o manipulacje podczas przeliczania głosów. Niezadowolenie społeczne doprowadziło ostatecznie do "rewolucji róż" i obalenia rządów prezydenta Eduarda Szewardnadzego oraz jego partii.
W 2004, kiedy doszło do powtórzenia wyborów Nowa Prawica ponownie przekroczyła próg 7%. Wraz z centroprawicowym ugrupowaniem o nazwie Przemysł uratuje Gruzję utworzono koalicję o nazwie Opozycja Prawicowców. 
8 grudnia 2008 Nowa Prawica oraz Gruzińska Partia Republikańska utworzyły sojuszniczą opozycję o nazwie Przymierze dla Gruzji. Na jej czele stanął Irakli Alasania. W wyborach parlamentarnych w 2012 Nowa Prawica uzyskała 9379 głosów, lecz nie zdobyła ani jednego mandatu.